# 어두워질 때까지
《어두워질 때까지》(Wait Until Dark)는 미국에서 제작된 테렌스 영 감독의 1967년 스릴러, 드라마 영화이다. 오드리 헵번 등이 주연으로 출연하였고 멜 페러 등이 제작에 참여하였다.

## 출연

### 주연
- 오드리 헵번
- 알란 아킨

### 조연
- 리차드 크레나
- 에프렘 짐발리스트 주니어
- 잭 웨스톤

## 기타
- 원작자: 프레드릭 노트
- 미술: 조지 젠킨스